# Oceanijsko prvenstvo u košarci 2009.
Oceanijsko prvenstvo u košarci 2009. bilo je devetnaesto izdanje ovog natjecanja. Igralo se od 23. do 25. kolovoza u Sydneyu i Wellingtonu. Pobjednik se kvalificirao na SP 2010.

## Turnir
| 1. momčad   | Ishod    | 2. momčad   |
| ----------- | -------- | ----------- |
| Australija  | 84 : 77  | Novi Zeland |
| Novi Zeland | 100 : 78 | Australija  |

- ukupno Australija - Novi Zeland 162:177

| Pobjednici Oceanijskog košarkaškog prvenstva 2009. |
| NOVI ZELAND Treći naslov                           |